# Elecciones presidenciales de Finlandia de 1978
Las elecciones presidenciales de Finlandia de 1978 se celebraron el 15 y 16 de enero para escoger al Presidente de la República para el período 1978-1984, luego de que el mandato de Urho Kekkonen fuera prorrogado por cuatro años por el Parlamento. Se debían elegir a los 300 miembros del Colegio Electoral, para que estos eligieran al presidente. Nueve partidos políticos apoyaron la candidatura de Kekkonen, no dejando ninguna oposición seria a su reelección. Kekkonen humilló a sus contrincantes no presentándose en los debates televisivos y obtuvo un triunfo absoluto, con el 82% de los votos, sobre el 8% de su rival más cercano, el Demócrata Cristiano Raino Westerholm. La participación electoral fue del 64.2% del electorado.